# Élections présidentielles sous la Cinquième République dans les Ardennes
Depuis l'adoption de la Constitution de la Cinquième République française en 1958, dix élections présidentielles ont eu lieu afin d'élire le président de la République. Cette page présente les résultats de ces élections dans les Ardennes.

## Synthèse des résultats du second tour
Jusqu'en 1995, les Ardennes avaient tendance à voter plus à gauche que la France. C'est en particulier le cas en 1974 et 1995 où le département a placé en tête respectivement François Mitterrand (53,56 %) et Lionel Jospin (53,29 %) alors qu'au niveau national ont été élus Valéry Giscard d'Estaing (50,81 %) et Jacques Chirac (52,64 %). Mais la tendance s'inverse ensuite. En 2012, les électeurs placent en tête François Hollande avec un taux similaire au taux national. En 2017, Emmanuel Macron arrive de même en tête mais avec plus de 15 points de moins qu'au niveau national. Il manquait 0,73 % à Marine Le Pen pour arriver en tête au second tour.
| année | Répartition des exprimés | Répartition des exprimés | Participation (% des inscrits) | Blancs ou nuls (% des votants) |

| 2022 | Emmanuel Macron (43,33%) (France : 58,55 %) | Marine Le Pen (56,67 %) (France : 41,45 %) | 74,17 % (France : 71,99 %) | 5,9 % (France : 6,23 %) |

| 2017 | Emmanuel Macron (50,73 %) (France : 66,10 %) | Marine Le Pen (49,27 %) (France : 33,90 %) | 74,33 % (France : 77,77 %) | 1,8 % (France : 2,47 %) |

| 2012 | François Hollande (51,89 %) (France : 51,64 %) | Nicolas Sarkozy (48,11 %) (France : 48,36 %) | 79,39 % (France : 80,35 %) | 1,59 % (France : 5,82 %) |

| 2007 | Nicolas Sarkozy (53,53 %) (France : 53,06 %) | Ségolène Royal (46,47 %) (France : 46,94 %) | 82,15 % (France : 83,97 %) | 1,21 % (France : 4,20 %) |

| 2002 | Jacques Chirac (75,92 %) (France : 82,21 %) | J.-M. Le Pen (24,08 %) (France : 17,79 %) | 72,03 % (France : 79,71 %) | 2,97 % (France : 3,38 %) |

| 1995 | Jacques Chirac (46,71 %) (France : 52,64 %) | Lionel Jospin (53,29 %) (France : 47,36 %) | 78,45 % (France : 78,38 %) | 2,38 % (France : 2,81 %) |

| 1988 | François Mitterrand (59,53 %) (France : 54,02 %) | Jacques Chirac (40,47 %) (France : 45,98 % %) | 81,58 % (France : 81,35 %) | 1,74 % (France : 2,00 %) |

| 1981 | François Mitterrand (55,89 %) (France : 51,76 %) | Valéry Giscard d'Estaing (44,11 %) (France : 48,24 %) | 83,01 % (France : 81,09 %) | 1,28 % (France : 1,62 %) |

| 1974 | Valéry Giscard d'Estaing (46,44 %) (France : 50,81 %) | François Mitterrand (53,56 %) (France : 49,19 %) | 85,67 % (France : 84,23 %) | 0,94 % (France : 0,92 %) |

| 1969 | Georges Pompidou (57,45 %) (France : 58,21 %) | Alain Poher (42,55 %) (France : 41,79 %) | 78,01 % (France : 77,59 %) | 1,43 % (France : 1,29 %) |

| 1965 | Charles de Gaulle (55,35 %) (France : 55,20 %) | François Mitterrand (44,65 %) (France : 44,80 %) | 85,25 % (France : 84,75 %) | 1,05 % (France : 1,01 %) |

|  | ▲ |

## Résultats détaillés par scrutin

### 2022
Arrivé en tête du premier tour, le président sortant Emmanuel Macron (27,85 %) affronte Marine Le Pen (23,15 %), un duel identique à celui du scrutin de 2017. C'est la deuxième fois qu'un second tour opposant les mêmes candidats à deux scrutins présidentiels consécutifs a lieu après ceux où se sont affrontés Valéry Giscard d'Estaing et François Mitterrand en 1974 et 1981.
En troisième position avec 21,95 % des voix, Jean-Luc Mélenchon réalise le score le plus élevé de ses trois candidatures et arrive largement en tête de la gauche, mais échoue à accéder au second tour, avec environ 400 000 voix de moins que Marine Le Pen.
Une nouvelle fois, les partis politiques traditionnels sont absents du second tour, dans des proportions encore plus importantes que lors de la précédente élection. Le Parti socialiste et Les Républicains, représentés respectivement par Anne Hidalgo et Valérie Pécresse, s'effondrent avec des scores historiquement faibles et n'atteignent pas le seuil des 5 %, condition permettant d'être remboursé des frais de campagne.
Le second tour voit Emmanuel Macron l'emporter par 58,55 % des suffrages exprimés, permettant ainsi au président sortant d'entamer un second mandat. Le septennat ayant été aboli en 2000, il devient ainsi le premier président de la République française à être réélu pour un deuxième quinquennat, le deuxième président de la Cinquième République réélu hors période de cohabitation et le quatrième président de la Cinquième République réélu.
Dans les Ardennes, Marine Le Pen arrive en tête du premier tour avec 36,02% des exprimés, suivie de Emmanuel Macron (23,64%), Jean-Luc Mélenchon (16,64%) et Éric Zemmour (6,55%). Au second tour, les électeurs ont voté à 56,67% pour Marine Le Pen contre 43,33% pour Emmanuel Macron avec un taux de participation de 74,17 % des inscrits.
| Candidats                | Candidats                | Partis                   | Premier tour | Premier tour | Second tour | Second tour |
| Candidats                | Candidats                | Partis                   | Voix         | %            | Voix        | %           |
| ------------------------ | ------------------------ | ------------------------ | ------------ | ------------ | ----------- | ----------- |
|                          | Marine Le Pen            | RN                       | 48 242       | 36,02        | 72 040      | 56,67       |
|                          | Emmanuel Macron          | LREM                     | 31 656       | 23,64        | 55 093      | 43,33       |
|                          | Jean-Luc Mélenchon       | LFI                      | 22 281       | 16,64        |             |             |
|                          | Éric Zemmour             | REC                      | 8 771        | 6,55         |             |             |
|                          | Valérie Pécresse         | LR                       | 5 556        | 4,15         |             |             |
|                          | Jean Lassalle            | RES                      | 4 084        | 3,05         |             |             |
|                          | Yannick Jadot            | EELV                     | 3 446        | 2,57         |             |             |
|                          | Fabien Roussel           | PCF                      | 3 009        | 2,25         |             |             |
|                          | Nicolas Dupont-Aignan    | DLF                      | 2 957        | 2,21         |             |             |
|                          | Anne Hidalgo             | PS                       | 1 741        | 1,30         |             |             |
|                          | Philippe Poutou          | NPA                      | 1 112        | 0,83         |             |             |
|                          | Nathalie Arthaud         | LO                       | 1 081        | 0,81         |             |             |
|                          |                          |                          |              |              |             |             |
| Votes valides            | Votes valides            | Votes valides            | 133 936      | 97,89        | 127 133     | 92,04       |
| Votes blancs             | Votes blancs             | Votes blancs             | 1 909        | 1,40         | 7 808       | 5,65        |
| Votes nuls               | Votes nuls               | Votes nuls               | 984          | 0,72         | 3 180       | 2,30        |
| Total                    | Total                    | Total                    | 136 829      | 100          | 138 121     | 100         |
| Abstention               | Abstention               | Abstention               | 49 368       | 26,51        | 48 099      | 25,83       |
| Inscrits / participation | Inscrits / participation | Inscrits / participation | 186 197      | 73,49        | 186 220     | 74,17       |

### 2017
Le premier tour de l'élection présidentielle de 2017 voit s'affronter onze candidats. Emmanuel Macron arrive en tête devant Marine Le Pen et tous deux se qualifient pour le second tour. Néanmoins, avec François Fillon et Jean-Luc Mélenchon, les scores des quatre candidats ayant recueilli le plus de voix sont serrés (4,43 points entre le 1er et le 4e). Pour la première fois, aucun des candidats des deux partis politiques pourvoyeurs jusque-là des présidents de la Ve République, n'est présent au second tour. Celui-ci se tient le dimanche 7 mai et se solde par la victoire d'Emmanuel Macron, avec un total de 20 753 798 bulletins de vote en sa faveur, soit 66,10 % des suffrages exprimés, face à la candidate du Front national, qui recueille 33,90 %. Le scrutin est néanmoins marqué par une forte abstention et par un record de votes blancs ou nuls. 
Dans les Ardennes, Marine Le Pen arrive en tête du premier tour avec 32,41 % des exprimés, suivie de Emmanuel Macron (18,33 %), Jean-Luc Mélenchon (17,83 %), François Fillon (17,22 %) et Nicolas Dupont-Aignan (5,32 %). Au second tour, les électeurs ont voté à 50,73 % pour Emmanuel Macron contre 49,27 % pour Marine Le Pen avec un taux de participation de 74,33 % des inscrits.
|             | FN          | Marine Le Pen         | 47 578  | 32,41 %    | 62 571  | 49,27 %    |  |  |
|             | EM          | Emmanuel Macron       | 26 912  | 18,33 %    | 64 424  | 50,73 %    |  |  |
|             | LFi         | Jean-Luc Mélenchon    | 26 172  | 17,83 %    |         |            |  |  |
|             | LR          | François Fillon       | 25 273  | 17,22 %    |         |            |  |  |
|             | DlF         | Nicolas Dupont-Aignan | 7 810   | 5,32 %     |         |            |  |  |
|             | PS          | Benoît Hamon          | 7 234   | 4,93 %     |         |            |  |  |
|             | NPA         | Philippe Poutou       | 1 693   | 1,15 %     |         |            |  |  |
|             | RES         | Jean Lassalle         | 1 406   | 0,96 %     |         |            |  |  |
|             | LO          | Nathalie Arthaud      | 1 378   | 0,94 %     |         |            |  |  |
|             | UPR         | François Asselineau   | 1 080   | 0,74 %     |         |            |  |  |
|             | SeP         | Jacques Cheminade     | 267     | 0,18 %     |         |            |  |  |
|             |             |                       |         |            |         |            |  |  |
|             |             |                       | Nombre  | % inscrits | Nombre  | % inscrits |  |  |
| Inscrits    | Inscrits    | Inscrits              | 194 379 |            | 194 349 |            |  |  |
| Abstentions | Abstentions | Abstentions           | 44 076  | 22,68 %    | 49 886  | 25,67 %    |  |  |
| Votants     | Votants     | Votants               | 150 303 | 77,32 %    | 144 463 | 74,33 %    |  |  |
|             |             |                       |         |            |         |            |  |  |
|             |             |                       |         | % votants  |         | % votants  |  |  |
| Blancs      | Blancs      | Blancs                | 2 553   | 1,31 %     | 12 787  | 6,58 %     |  |  |
| Nuls        | Nuls        | Nuls                  | 947     | 0,49 %     | 4 681   | 2,41 %     |  |  |
| Exprimés    | Exprimés    | Exprimés              | 146 803 | 75,52 %    | 126 995 | 65,34 %    |  |  |

### 2012
Hollande, désigné par le PS à la suite d'une primaire ouverte, devance Sarkozy dès le premier tour de l'élection présidentielle de 2012 : c'est la première fois qu'un président sortant est ainsi devancé. Au second tour, Sarkozy est battu mais par un écart plus faible qu'attendu.
Dans les Ardennes, François Hollande arrive en tête du premier tour avec 28,93 % des exprimés, suivi de Marine Le Pen (24,5 %), Nicolas Dupont-Aignan (24,43 %), Jean-Luc Mélenchon (9,28 %) et François Bayrou (7,52 %). Au second tour, les électeurs ont voté à 51,89 % pour François Hollande contre 48,11 % pour Nicolas Sarkozy avec un taux de participation de 79,38 % des inscrits.
|                | PS             | François Hollande     | 44 441  | 28,93 %    | 75 631  | 51,89 %    |  |  |
|                | FN             | Marine Le Pen         | 37 628  | 24,5 %     |         |            |  |  |
|                | UMP            | Nicolas Sarkozy       | 37 524  | 24,43 %    | 70 122  | 48,11 %    |  |  |
|                | FG             | Jean-Luc Mélenchon    | 14 260  | 9,28 %     |         |            |  |  |
|                | MoDem          | François Bayrou       | 11 551  | 7,52 %     |         |            |  |  |
|                | DLF            | Nicolas Dupont-Aignan | 2 787   | 1,81 %     |         |            |  |  |
|                | NPA            | Philippe Poutou       | 1 981   | 1,29 %     |         |            |  |  |
|                | EELV           | Eva Joly              | 1 868   | 1,22 %     |         |            |  |  |
|                | LO             | Nathalie Arthaud      | 1 185   | 0,77 %     |         |            |  |  |
|                | S&P            | Jacques Cheminade     | 366     | 0,24 %     |         |            |  |  |
|                |                |                       |         |            |         |            |  |  |
|                |                |                       | Nombre  | % inscrits | Nombre  | % inscrits |  |  |
| Inscrits       | Inscrits       | Inscrits              | 196 579 |            | 196 603 |            |  |  |
| Abstentions    | Abstentions    | Abstentions           | 40 508  | 20,61 %    | 40 542  | 20,62 %    |  |  |
| Votants        | Votants        | Votants               | 156 071 | 79,39 %    | 156 061 | 79,38 %    |  |  |
|                |                |                       |         |            |         |            |  |  |
|                |                |                       |         | % votants  |         | % votants  |  |  |
| Blancs ou nuls | Blancs ou nuls | Blancs ou nuls        | 2 480   | 1,59 %     | 10 308  | 6,61 %     |  |  |
| Exprimés       | Exprimés       | Exprimés              | 153 591 | 98,41 %    | 145 753 | 98,41 %    |  |  |

### 2007
Au premier tour de l'élection présidentielle de 2007, Sarkozy réussit à capter une partie des voix de Le Pen et arrive largement en tête. Royal est la première femme qualifiée pour le second tour d'une élection présidentielle. Elle est battue avec une avance de 6 points.
Dans les Ardennes, Nicolas Sarkozy arrive en tête du premier tour avec 29,04 % des exprimés, suivi de Ségolène Royal (24,56 %), Jean-Marie Le Pen (16,2 %), François Bayrou (14,23 %) et Olivier Besancenot (5,35 %). Au second tour, les électeurs ont voté à 53,53 % pour Nicolas Sarkozy contre 46,47 % pour Ségolène Royal avec un taux de participation de 83,09 % des inscrits.
|                | UMP            | Nicolas Sarkozy      | 46 934  | 29,04 %    | 84 607  | 53,53 %    |  |  |
|                | PS             | Ségolène Royal       | 39 683  | 24,56 %    | 73 442  | 46,47 %    |  |  |
|                | FN             | Jean-Marie Le Pen    | 26 185  | 16,2 %     |         |            |  |  |
|                | UDF            | François Bayrou      | 23 001  | 14,23 %    |         |            |  |  |
|                | LCR            | Olivier Besancenot   | 8 639   | 5,35 %     |         |            |  |  |
|                | MPF            | Philippe de Villiers | 4 173   | 2,58 %     |         |            |  |  |
|                | LO             | Arlette Laguiller    | 3 557   | 2,2 %      |         |            |  |  |
|                | GPA            | Marie-George Buffet  | 3 035   | 1,88 %     |         |            |  |  |
|                | CPNT           | Frédéric Nihous      | 2 140   | 1,32 %     |         |            |  |  |
|                | Les Verts      | Dominique Voynet     | 2 087   | 1,29 %     |         |            |  |  |
|                | SE             | José Bové            | 1 661   | 1,03 %     |         |            |  |  |
|                | CNRSP          | Gérard Schivardi     | 503     | 0,31 %     |         |            |  |  |
|                |                |                      |         |            |         |            |  |  |
|                |                |                      | Nombre  | % inscrits | Nombre  | % inscrits |  |  |
| Inscrits       | Inscrits       | Inscrits             | 199 115 |            | 199 104 |            |  |  |
| Abstentions    | Abstentions    | Abstentions          | 35 545  | 17,85 %    | 33 671  | 16,91 %    |  |  |
| Votants        | Votants        | Votants              | 163 570 | 82,15 %    | 165 433 | 83,09 %    |  |  |
|                |                |                      |         |            |         |            |  |  |
|                |                |                      |         | % votants  |         | % votants  |  |  |
| Blancs ou nuls | Blancs ou nuls | Blancs ou nuls       | 1 972   | 1,21 %     | 7 384   | 4,46 %     |  |  |
| Exprimés       | Exprimés       | Exprimés             | 161 598 | 98,79 %    | 158 049 | 95,54 %    |  |  |

### 2002
Après cinq années de cohabitation, un duel est attendu entre Chirac et le Premier ministre Jospin lors de l'élection présidentielle de 2002, mais, à la surprise générale, ce dernier est devancé par Le Pen au premier tour. Au second tour, Chirac bénéficie du ralliement de la gauche et reçoit un score sans précédent. Il s'agit de la première élection pour un mandat de cinq ans et non plus sept.
Dans les Ardennes, Jean-Marie  Le Pen arrive en tête du premier tour avec 22,92 % des exprimés, suivi de Jacques  Chirac (17,87 %), Lionel  Jospin (16,18 %), Arlette Laguiller (7,29 %) et François Bayrou (5,61 %). Au second tour, les électeurs ont voté à 75,92 % pour Jacques  Chirac contre 24,08 % pour Jean-Marie  Le Pen avec un taux de participation de 78,45 % des inscrits.
|                | FN             | Jean-Marie Le Pen       | 30 826  | 22,92 %    | 33 865  | 24,08 %    |  |  |
|                | RPR            | Jacques Chirac          | 24 038  | 17,87 %    | 106 793 | 75,92 %    |  |  |
|                | PS             | Lionel Jospin           | 21 767  | 16,18 %    |         |            |  |  |
|                | LO             | Arlette Laguiller       | 9 799   | 7,29 %     |         |            |  |  |
|                | UDF            | François Bayrou         | 7 551   | 5,61 %     |         |            |  |  |
|                | LCR            | Olivier Besancenot      | 5 863   | 4,36 %     |         |            |  |  |
|                | MC             | Jean-Pierre Chevènement | 5 637   | 4,19 %     |         |            |  |  |
|                | CPNT           | Jean Saint-Josse        | 5 283   | 3,93 %     |         |            |  |  |
|                | Les Verts      | Noël Mamère             | 5 207   | 3,87 %     |         |            |  |  |
|                | MNR            | Bruno Mégret            | 4 848   | 3,6 %      |         |            |  |  |
|                | PC             | Robert Hue              | 4 548   | 3,38 %     |         |            |  |  |
|                | DL             | Alain Madelin           | 3 914   | 2,91 %     |         |            |  |  |
|                | Cap21          | Corinne Lepage          | 1 817   | 1,35 %     |         |            |  |  |
|                | PRG            | Christiane Taubira      | 1 490   | 1,11 %     |         |            |  |  |
|                | FRS            | Christine Boutin        | 1 246   | 0,93 %     |         |            |  |  |
|                | PT             | Daniel Gluckstein       | 664     | 0,49 %     |         |            |  |  |
|                |                |                         |         |            |         |            |  |  |
|                |                |                         | Nombre  | % inscrits | Nombre  | % inscrits |  |  |
| Inscrits       | Inscrits       | Inscrits                | 192 422 |            | 192 409 |            |  |  |
| Abstentions    | Abstentions    | Abstentions             | 53 814  | 27,97 %    | 41 469  | 21,55 %    |  |  |
| Votants        | Votants        | Votants                 | 138 608 | 72,03 %    | 150 940 | 78,45 %    |  |  |
|                |                |                         |         |            |         |            |  |  |
|                |                |                         |         | % votants  |         | % votants  |  |  |
| Blancs ou nuls | Blancs ou nuls | Blancs ou nuls          | 4 110   | 2,97 %     | 10 282  | 6,81 %     |  |  |
| Exprimés       | Exprimés       | Exprimés                | 134 498 | 97,03 %    | 140 658 | 93,19 %    |  |  |

### 1995
Après une nouvelle cohabitation et alors que la droite est particulièrement divisée entre Chirac et le Premier ministre Balladur, Jospin réussit à arriver en tête au premier tour de l'élection présidentielle de 1995, malgré la très lourde défaite de la gauche aux législatives de 1993. Au second tour, il est battu par Chirac.
Dans les Ardennes, Lionel Jospin arrive en tête du premier tour avec 24,29 % des exprimés, suivi de Jean-Marie Le Pen (18,04 %), Édouard Balladur (17,62 %), Jacques Chirac (17,54 %) et Robert Hue (9,47 %). Au second tour, les électeurs ont voté à 53,29 % pour Lionel Jospin contre 46,71 % pour Jacques Chirac avec un taux de participation de 80,21 % des inscrits.
|                | PS             | Lionel Jospin        | 36 149  | 24,29 %    | 78 353  | 53,29 %    |  |  |
|                | FN             | Jean-Marie Le Pen    | 26 837  | 18,04 %    |         |            |  |  |
|                | RPR            | Édouard Balladur     | 26 217  | 17,62 %    |         |            |  |  |
|                | RPR            | Jacques Chirac       | 26 091  | 17,54 %    | 68 689  | 46,71 %    |  |  |
|                | PC             | Robert Hue           | 14 086  | 9,47 %     |         |            |  |  |
|                | LO             | Arlette Laguiller    | 7 956   | 5,35 %     |         |            |  |  |
|                | MPF            | Philippe de Villiers | 6 985   | 4,69 %     |         |            |  |  |
|                | Les Verts      | Dominique Voynet     | 4 094   | 2,75 %     |         |            |  |  |
|                | S&P            | Jacques Cheminade    | 377     | 0,25 %     |         |            |  |  |
|                |                |                      |         |            |         |            |  |  |
|                |                |                      | Nombre  | % inscrits | Nombre  | % inscrits |  |  |
| Inscrits       | Inscrits       | Inscrits             | 194 299 |            | 194 244 |            |  |  |
| Abstentions    | Abstentions    | Abstentions          | 41 874  | 21,55 %    | 38 433  | 19,79 %    |  |  |
| Votants        | Votants        | Votants              | 152 425 | 78,45 %    | 155 811 | 80,21 %    |  |  |
|                |                |                      |         |            |         |            |  |  |
|                |                |                      |         | % votants  |         | % votants  |  |  |
| Blancs ou nuls | Blancs ou nuls | Blancs ou nuls       | 3 633   | 2,38 %     | 8 769   | 5,63 %     |  |  |
| Exprimés       | Exprimés       | Exprimés             | 148 792 | 97,62 %    | 147 042 | 94,37 %    |  |  |

### 1988
Après deux ans de cohabitation, Mitterrand affronte le Premier ministre Chirac lors de l'élection présidentielle de 1988. Le Pen obtient au premier tour un score jusque-là sans précédent pour un parti d'extrême droite. Au second tour, Mitterrand est facilement réélu.
Dans les Ardennes, François Mitterrand arrive en tête du premier tour avec 37,19 % des exprimés, suivi de Jacques Chirac (17,33 %), Jean-Marie Le Pen (15,07 %), Raymond Barre (14,23 %) et André Lajoinie (8,2 %). Au second tour, les électeurs ont voté à 59,53 % pour François Mitterrand contre 40,47 % pour Jacques Chirac avec un taux de participation de 84,9 % des inscrits.
|                | PS                    | François Mitterrand | 57 793  | 37,19 %    | 94 642  | 59,53 %    |  |  |
|                | RPR                   | Jacques Chirac      | 26 928  | 17,33 %    | 64 336  | 40,47 %    |  |  |
|                | FN                    | Jean-Marie Le Pen   | 23 415  | 15,07 %    |         |            |  |  |
|                | SE                    | Raymond Barre       | 22 111  | 14,23 %    |         |            |  |  |
|                | PC                    | André Lajoinie      | 12 748  | 8,2 %      |         |            |  |  |
|                | Les Verts             | Antoine Waechter    | 5 539   | 3,56 %     |         |            |  |  |
|                | LO                    | Arlette Laguiller   | 3 617   | 2,33 %     |         |            |  |  |
|                | Communiste rénovateur | Pierre Juquin       | 2 584   | 1,66 %     |         |            |  |  |
|                | MPT                   | Pierre Boussel      | 654     | 0,42 %     |         |            |  |  |
|                |                       |                     |         |            |         |            |  |  |
|                |                       |                     | Nombre  | % inscrits | Nombre  | % inscrits |  |  |
| Inscrits       | Inscrits              | Inscrits            | 193 851 |            | 193 795 |            |  |  |
| Abstentions    | Abstentions           | Abstentions         | 35 715  | 18,42 %    | 29 262  | 15,1 %     |  |  |
| Votants        | Votants               | Votants             | 158 136 | 81,58 %    | 164 533 | 84,9 %     |  |  |
|                |                       |                     |         |            |         |            |  |  |
|                |                       |                     |         | % votants  |         | % votants  |  |  |
| Blancs ou nuls | Blancs ou nuls        | Blancs ou nuls      | 2 747   | 1,74 %     | 5 555   | 3,38 %     |  |  |
| Exprimés       | Exprimés              | Exprimés            | 155 389 | 98,26 %    | 158 978 | 96,62 %    |  |  |

### 1981
Lors de l'élection présidentielle de 1981, Giscard d'Estaing arrive en tête au premier tour et affronte, comme la fois précédente, Mitterrand. Pour la première fois, un président sortant est battu : Mitterrand devient le premier président de gauche de la Ve République.
Dans les Ardennes, François Mitterrand arrive en tête du premier tour avec 26,79 % des exprimés, suivi de Valéry Giscard d'Estaing (25,53 %), Georges Marchais (19,63 %), Jacques Chirac (16,36 %) et Brice Lalonde (3,35 %). Au second tour, les électeurs ont voté à 53,56 % pour François Mitterrand contre 44,11 % pour Valéry Giscard d'Estaing avec un taux de participation de 88,16 % des inscrits.
|                | PS             | François Mitterrand      | 42 289  | 26,79 %    | 92 851  | 55,89 %    |  |  |
|                | UDF            | Valéry Giscard d'Estaing | 40 302  | 25,53 %    | 73 267  | 44,11 %    |  |  |
|                | PC             | Georges Marchais         | 30 986  | 19,63 %    |         |            |  |  |
|                | RPR            | Jacques Chirac           | 25 828  | 16,36 %    |         |            |  |  |
|                | MEP            | Brice Lalonde            | 5 283   | 3,35 %     |         |            |  |  |
|                | LO             | Arlette Laguiller        | 4 018   | 2,55 %     |         |            |  |  |
|                | Divers droite  | Michel Debré             | 3 209   | 2,03 %     |         |            |  |  |
|                | MRG            | Michel Crépeau           | 2 405   | 1,52 %     |         |            |  |  |
|                | Divers droite  | Marie-France Garaud      | 1 852   | 1,17 %     |         |            |  |  |
|                | PSU            | Huguette Bouchardeau     | 1 662   | 1,05 %     |         |            |  |  |
|                |                |                          |         |            |         |            |  |  |
|                |                |                          | Nombre  | % inscrits | Nombre  | % inscrits |  |  |
| Inscrits       | Inscrits       | Inscrits                 | 192 621 |            | 192 968 |            |  |  |
| Abstentions    | Abstentions    | Abstentions              | 32 733  | 16,99 %    | 22 855  | 11,84 %    |  |  |
| Votants        | Votants        | Votants                  | 159 888 | 83,01 %    | 170 113 | 88,16 %    |  |  |
|                |                |                          |         |            |         |            |  |  |
|                |                |                          |         | % votants  |         | % votants  |  |  |
| Blancs ou nuls | Blancs ou nuls | Blancs ou nuls           | 2 054   | 1,28 %     | 3 995   | 2,35 %     |  |  |
| Exprimés       | Exprimés       | Exprimés                 | 157 834 | 98,72 %    | 166 118 | 97,65 %    |  |  |

### 1974
L'élection présidentielle de 1974 est une élection anticipée à la suite de la mort de Pompidou. Mitterrand, candidat unique de la gauche, est largement en tête au premier tour devant Giscard d'Estaing, qui distance lui-même Chaban-Delmas. Au terme d'une campagne animée, marquée par un débat télévisé tendu, Giscard d'Estaing l'emporte avec une très courte avance.
Dans les Ardennes, François Mitterrand arrive en tête du premier tour avec 47,96 % des exprimés, suivi de Valéry Giscard d'Estaing (31,38 %), Jacques Chaban-Delmas (12,01 %), Jean Royer (2,75 %) et Arlette Laguiller (2,63 %). Au second tour, les électeurs ont voté à 53,56 % pour François Mitterrand contre 46,44 % pour Valéry Giscard d'Estaing avec un taux de participation de 89,22 % des inscrits.
|                | PS             | François Mitterrand       | 68 283  | 47,96 %    | 79 243  | 53,56 %    |  |  |
|                | RI             | Valéry Giscard d'Estaing' | 44 680  | 31,38 %    | 68 717  | 46,44 %    |  |  |
|                | UDR            | Jacques Chaban-Delmas     | 17 102  | 12,01 %    |         |            |  |  |
|                | SE             | Jean Royer                | 3 916   | 2,75 %     |         |            |  |  |
|                | LO             | Arlette Laguiller         | 3 750   | 2,63 %     |         |            |  |  |
|                | SE, écologiste | René Dumont               | 1 443   | 1,01 %     |         |            |  |  |
|                | MDSF           | Émile Muller              | 963     | 0,68 %     |         |            |  |  |
|                | FN             | Jean-Marie Le Pen         | 886     | 0,62 %     |         |            |  |  |
|                | FCR            | Alain Krivine             | 839     | 0,59 %     |         |            |  |  |
|                | NAR            | Bertrand Renouvin         | 267     | 0,19 %     |         |            |  |  |
|                | MFE            | Jean-Claude Sebag         | 180     | 0,13 %     |         |            |  |  |
|                |                |                           |         |            |         |            |  |  |
|                |                |                           | Nombre  | % inscrits | Nombre  | % inscrits |  |  |
| Inscrits       | Inscrits       | Inscrits                  | 167 765 |            | 167 745 |            |  |  |
| Abstentions    | Abstentions    | Abstentions               | 24 036  | 14,33 %    | 18 084  | 10,78 %    |  |  |
| Votants        | Votants        | Votants                   | 143 729 | 85,67 %    | 149 661 | 89,22 %    |  |  |
|                |                |                           |         |            |         |            |  |  |
|                |                |                           |         | % votants  |         | % votants  |  |  |
| Blancs ou nuls | Blancs ou nuls | Blancs ou nuls            | 1 349   | 0,94 %     | 1 701   | 1,14 %     |  |  |
| Exprimés       | Exprimés       | Exprimés                  | 142 380 | 99,06 %    | 147 960 | 98,86 %    |  |  |

### 1969
L'élection présidentielle de 1969 est une élection anticipée à la suite de la démission de De Gaulle. La gauche se lance désunie dans la course et, bien que Duclos (PCF) manque de le devancer, c'est le président par intérim Poher qui accède au second tour face à l'ex-Premier ministre Pompidou. Alors que Duclos refuse d'appeler à voter au second tour pour « bonnet blanc ou blanc bonnet », Pompidou est finalement largement élu.
Dans les Ardennes, Georges Pompidou arrive en tête du premier tour avec 42,53 % des exprimés, suivi de Jacques Duclos (24,64 %), Alain Poher (21,18 %), Gaston Defferre (5,03 %) et Michel Rocard (3,68 %). Au second tour, les électeurs ont voté à 57,45 % pour Georges Pompidou contre 42,55 % pour Alain Poher avec un taux de participation de 68,52 % des inscrits.
|                | UDR            | Georges Pompidou | 54 514  | 42,53 %    | 60 933  | 57,45 %    |  |  |
|                | PC             | Jacques Duclos   | 31 579  | 24,64 %    |         |            |  |  |
|                | CD             | Alain Poher      | 27 150  | 21,18 %    | 45 127  | 42,55 %    |  |  |
|                | SFIO           | Gaston Defferre  | 6 453   | 5,03 %     |         |            |  |  |
|                | PSU            | Michel Rocard    | 4 721   | 3,68 %     |         |            |  |  |
|                | SE             | Louis Ducatel    | 2 040   | 1,59 %     |         |            |  |  |
|                | LC             | Alain Krivine    | 1 725   | 1,35 %     |         |            |  |  |
|                |                |                  |         |            |         |            |  |  |
|                |                |                  | Nombre  | % inscrits | Nombre  | % inscrits |  |  |
| Inscrits       | Inscrits       | Inscrits         | 166 706 |            | 166 641 |            |  |  |
| Abstentions    | Abstentions    | Abstentions      | 36 665  | 21,99 %    | 52 458  | 31,48 %    |  |  |
| Votants        | Votants        | Votants          | 130 041 | 78,01 %    | 114 183 | 68,52 %    |  |  |
|                |                |                  |         |            |         |            |  |  |
|                |                |                  |         | % votants  |         | % votants  |  |  |
| Blancs ou nuls | Blancs ou nuls | Blancs ou nuls   | 1 859   | 1,43 %     | 8 123   | 7,11 %     |  |  |
| Exprimés       | Exprimés       | Exprimés         | 128 182 | 98,57 %    | 106 060 | 92,89 %    |  |  |

### 1965
L'élection présidentielle de 1965 est la première élection au suffrage universel direct à la suite du référendum d'octobre 1962. De Gaulle est mis en ballottage, à la surprise générale, par Mitterrand, candidat unique de la gauche. La campagne du second tour est axée sur l'Europe et les relations internationales ainsi que sur l'armement nucléaire. De Gaulle est finalement réélu avec une large avance.
Dans les Ardennes, Charles de Gaulle arrive en tête du premier tour avec 46,5 % des exprimés, suivi de François Mitterrand (33,44 %), Jean Lecanuet (14,52 %), Jean-Louis Tixier-Vignancour (3,2 %) et Pierre Marcilhacy (1,18 %). Au second tour, les électeurs ont voté à 55,35 % pour Charles de Gaulle contre 44,65 % pour François Mitterrand avec un taux de participation de 85,87 % des inscrits.
|                | UNR            | Charles de Gaulle            | 65 430  | 46,5 %     | 77 254  | 55,35 %    |  |  |
|                | CIR            | François Mitterrand          | 47 046  | 33,44 %    | 62 329  | 44,65 %    |  |  |
|                | MRP            | Jean Lecanuet                | 20 423  | 14,52 %    |         |            |  |  |
|                | SE             | Jean-Louis Tixier-Vignancour | 4 502   | 3,2 %      |         |            |  |  |
|                | PLE            | Pierre Marcilhacy            | 1 663   | 1,18 %     |         |            |  |  |
|                | SE             | Marcel Barbu                 | 1 634   | 1,16 %     |         |            |  |  |
|                |                |                              |         |            |         |            |  |  |
|                |                |                              | Nombre  | % inscrits | Nombre  | % inscrits |  |  |
| Inscrits       | Inscrits       | Inscrits                     | 166 779 |            | 166 734 |            |  |  |
| Abstentions    | Abstentions    | Abstentions                  | 24 595  | 14,75 %    | 23 562  | 14,13 %    |  |  |
| Votants        | Votants        | Votants                      | 142 184 | 85,25 %    | 143 172 | 85,87 %    |  |  |
|                |                |                              |         |            |         |            |  |  |
|                |                |                              |         | % votants  |         | % votants  |  |  |
| Blancs ou nuls | Blancs ou nuls | Blancs ou nuls               | 1 486   | 1,05 %     | 3 589   | 2,51 %     |  |  |
| Exprimés       | Exprimés       | Exprimés                     | 140 698 | 98,95 %    | 139 583 | 97,49 %    |  |  |